# Ziemowit Ryś
Ziemowit Ryś (ur. 22 sierpnia 1986 w Krakowie) – polski lekkoatleta, sprinter specjalizujący się dystansie 400 metrów, zawodnik klubu AZS-AWF Kraków. 

## Życiorys
Absolwent III Liceum Ogólnokształcącego im. Jana Kochanowskiego w Krakowie, oraz  Wyższej Szkoły Ekonomii i Informatyki w Krakowie. Podopieczny dr Andrzeja Śrutowskiego oraz Marcina Nowaka. Nowohucianin. Kibic F.C. Barcelona. W 2005 roku został wybrany kapitanem 111-osobowej reprezentacji Polski na mistrzostwach Europy juniorów w lekkoatletyce. W latach 2015–2017 sprawował funkcję Doradcy Ministra Sportu pełniąc również obowiązki rzecznika prasowego Ministerstwa Sportu i Turystyki. Odpowiadał za kwestie innowacji w sporcie. Zaproponował poprawki do ustawy o sporcie mające na celu uznanie e-sportu za sport. Od 2017 roku pełni obowiązki Kierownika Działu Marketingu i Sprzedaży Centralnego Ośrodka Sportu organizując pierwsze w historii zgrupowanie e-sportowców w Ośrodku Przygotowań Olimpijskich oraz nawiązując stałą współpracę z Polską Ligą Esportową.
W finale mistrzostw świata kadetów na ostatniej zmianie (400 m) rzutem na taśmę wyprzedził Japończyka Tanebe Go, dając Polsce srebrny medal o 3 setne sekundy.
Kontrola antydopingowa po Grand Prix PZLA w Bielsku-Białej (20 września 2008) wykazała u niego efedrynę, uznano to za lekkie złamanie przepisów antydopingowych, udzielono mu ostrzeżenia i anulowano jego wynik z tej imprezy. Zakazany środek dostał się do organizmu sportowca za pośrednictwem leków przeciwgrypowych. Zawodnik przekazał kontrolerom pełną listę zażywanych substancji. Żadna z przeprowadzonych od 2003 r. kontroli antydopingowych, ani po 2008 r, nie wykazała obecności środków dopingujących.
22 września 2016 r. wspólnie m.in. z Dariuszem Mioduskim (właścicielem Legii Warszawa), Zbigniewem Bońkiem (Prezes PZPN), Michele Centenaro (Sekretarzem Generalnym ECA) był prelegentem pierwszego Forum Polskiego Futbolu w panelu poświęconym innowacjom w sporcie.
W latach 2017–2018 zajmował stanowisko managera drużyny e-sportowej Izako Boars. Powiększył organizację o dywizję Zula, która zdobyła mistrzostwo świata oraz dywizję PUBG. Pod jego wodzą dywizja CS:GO wygrała międzynarodowy turniej e-sportowy w Belgradzie, oraz jako pierwsza na polskiej scenie zaprezentowała pełny sztab szkoleniowy. Odszedł w wyniku konfliktu z zawodnikami.

## Osiągnięcia sportowe
- srebrny medalista młodzieżowych mistrzostw Polski w sztafecie 4x400 m, 2006 (Toruń)
- brązowy medalista mistrzostw Europy juniorów w sztafecie 4x400 m, 2005 (Kowno)
- brązowy medalista mistrzostw Polski juniorów na 400 m, 2005 (Bydgoszcz)
- VI miejsce na mistrzostwach świata juniorów w sztafecie 4x400 m, 2004 (Grosseto)
- mistrz Polski w sztafecie 4x400 m, 2004 (Bydgoszcz)
- brązowy medalista mistrzostw Polski juniorów na 400 m, 2004 (Białystok)
- mistrz Polski juniorów młodszych na 400 m, 2003 (Gdańsk)
- wicemistrz świata juniorów młodszych w sztafecie szwedzkiej, 2003 (Sherbrooke)

## Rekordy życiowe
- Bieg na 100 metrów – 10,93 s
- Bieg na 200 metrów – 21,99 s
- Bieg na 400 metrów – 47,61 s